# Tejido de conducción
En las plantas, los tejidos de conducción (también conocidos como tejidos de transporte), son los encargados de conducir los nutrientes necesarios entre los diferentes elementos. Existen dos tipos de tejidos conductores:
- Xilema: Tejido leñoso que transporta savia bruta en las plantas vasculares.
- Floema: Tejido conductor que transporta savia elaborada con los nutrientes orgánicos, especialmente azúcares, producidos por la parte aérea fotosintética y autótrofa, hacia las partes basales subterráneas, no fotosintéticas, heterótrofas de las plantas vasculares.

## Xilema
El xilema, también conocido como leño, hadroma o vasos leñosos, es un tejido leñoso de conducción compuesto por vasos leñosos que se transporta líquidos de una parte a otra de las plantas vasculares. Junto con el floema, forma una red continua que se extiende a lo largo de todo el organismo de la planta.
Los elementos conductores del xilema son:
- En gimnospermas, las traqueidas.
- En angiospermas, además de las traqueidas, existen los vasos o tráqueas, las fibras xilemáticas y el parénquima xilemático.

El xilema se encarga de trasladar el agua desde la raíz hacia la parte proximal de la planta; esta es la llamada savia bruta, que se compone en su mayor parte de agua e iones inorgánicos, aunque algunos compuestos orgánicos pueden estar presentes .El Xilema en las plantas es el más importante ya que sin este, la planta no podría vivir lo suficiente y no tendría bases para poder seguir viviendo, estos nutrientes conducen desde el suelo que es en donde se encuentran todos los nutrientes, sube por la raíz, y pasa por el tallo, después esta se encarga de expandir por toda la planta.

## Floema
El Floema (conjunto de tubos o vasos liberianos) es un tejido especializado en la conducción de sustancias nutritivas desde las hojas donde se realiza la fotosíntesis. Es de crucial importancia para llevar alimento a las células que no pueden realizar esta operación (por ejemplo, las que conforman las raíces).
El floema comprende: vasos o tubos cribosos; células anexas o adjuntas; fibras liberianas y parénquima liberiano o del liber.
El movimiento de nutrientes dentro del floema, el de sacarosa principalmente, es unidireccional y más lento: solo alcanza los 2,5 cm por minuto. Posteriormente serán almacenados en frutos, semillas o incluso en las raíces.